# チョン・ヒョンギュ
田 亨奎（チョン・ヒョンギュ、朝鮮語: 전 형규、1934年8月28日 - 2006年9月6日）は、朝鮮民主主義人民共和国（北朝鮮）の男性アナウンサー。
朝鮮中央放送所属。北朝鮮において高位のアナウンサーを意味する “人民放送員” の称号を持つ。

## 略歴
江原道安辺郡出身。1950年、元山工業専門学校を卒業、1965年に平壌師範大学を卒業した。朝鮮戦争中の1951年3月から咸鏡南道・咸興市鉄道局で働き始める。同年4月、咸興市鉄道局で鉄道復旧の展示鉄道輸送の任務を引き受けた。1954年3月から咸興市鉄道局指導員、1955年3月からは鉄道局指導員として勤務する。
1956年5月1日、朝鮮中央放送委員会アナウンサーに抜擢。1963年3月3日、朝鮮中央テレビジョン放送開始時より生涯アナウンサーとして活動した。
北朝鮮政府（朝鮮労働党）の発表、主要国との首脳会談などの重要なニュースの大部分を担当し、朝鮮中央放送の中でも特に優れたアナウンサーであった。政府・政治関連の報道・中継をはじめ、歌のコンテスト、スポーツ競技中継など多種多様な番組の進行を務め、視聴者から高い人気を得た。1981年 “人民放送員” の称号を、1995年 “勞力英雄” を受章。
1994年7月9日正午の金日成死去を伝える特別放送の第1報を担当した。
その後は1997年に金正日の朝鮮労働党中央委員会総書記の就任報告、2000年の南北首脳会談の関連報道を担当。
2006年死去。72歳没。朝鮮中央放送は、彼の没後に金正日総書記が花束を贈ったと報道している。